# テルル化水銀
テルル化水銀 (Mercury tellurid)とは、化学式HgTeで表される水銀とテルルの二元化合物であり、II-VI族半導体に関連した半金属である。テルル化水銀は コロラド鉱として自然に産出する。

## 性質

### 化学的性質
テルルと水銀の結合は弱く、その生成熱はおよそ-32 kJ/molである。これは、水銀の同族元素であるカドミウムとテルルとの化合物であるテルル化カドミウムの生成熱と比較して1/3にも満たない。テルル化水銀は、例えば臭化水素酸のような酸によって容易に腐食される。

### 物理的性質
テルル化水銀は立方晶系の結晶構造を取り、その格子定数はおよそ0.646 nmである。体積弾性係数は42.1 GPa。熱膨張率はおよそ5.2×10-6 K-1。静的比誘電率は20.8、動的比誘電率は15.1である。熱伝導率は2.7 W·m2/m·K。前述の結合の弱さに起因して硬度は2.7×107 kg/m2と低い。

### ドープ
テルル化水銀に亜鉛や銅、銀、金などを不純物としてドープすることでp型半導体が形成される。また、ホウ素やアルミニウム、ガリウム、インジウムなどの第13族元素やヨウ素および鉄などをドープすればn型半導体となる。テルル化水銀自体は、伝導帯と価電子帯が重なり合った半金属であり、水銀のエネルギーバンド上に生じる正孔がキャリアーとして働き、p型半導体のようにふるまう。

## 結晶成長
テルル化水銀のバルク結晶は、高水銀蒸気圧下で溶融した水銀およびテルルから結晶成長させることで得られる。また、スパッタリングや有機金属気相成長法によってエピタキシャル成長をさせることができる。

## トポロジカル絶縁体
2007年、テルル化水銀の量子は独特の新しい物質状態である「トポロジカル絶縁体」の特性をよく示すことが理論的および実験的に明らかとされた。このような物質は、バルク状態では絶縁体であるが、試料末端近傍の限られた位置においては、その電子の状態ために電流を流すことができる。量子ホール効果とは異なり、この独特の状態を作り出すために磁場を必要としない。さらに、逆位置の試料末端近傍では逆のスピンが投影される。